# Grupo Desportivo Estoril Praia
El Grupo Desportivo Estoril Praia es un equipo de fútbol portugués con sede en Estoril, Cascaes, región de Lisboa. Fue fundado en 1939 y juega en la Primeira Liga.

## Historia
El equipo fue fundado el 17 de mayo de 1939 por iniciativa del empresariado del municipio de Cascaes. Su principal impulsor, Fausto de Figueiredo, era el propietario entre otros activos de la línea ferroviaria Lisboa-Cascaes y del Casino Estoril. El nombre inicial de la entidad, Grupo Desportivo Estoril Plage, hacía referencia a la filial de gestión turística del magnate, de igual modo que los colores sociales (amarillo y azul) recordaban el sol y el mar de las playas de Estoril.
Desde su debut en el campeonato de fútbol de Lisboa, la entidad tuvo un inicio fulgurante. En 1942 el Estoril Praia se proclamó vencedor de la Segunda División tras derrotar al Leixões S.C., y en tan solo un lustro llegó a la final de la Copa de Portugal de 1944, aunque cayó goleado por el Sport Lisboa e Benfica (8-0). En la temporada 1944/45 hizo su debut en Primera división portuguesa, regresó a la máxima categoría en 1946-47 y permaneció allí durante doce ediciones hasta descender en 1952/53.
La muerte de Fausto de Figueiredo en 1950 se dejó notar en el rendimiento del Estoril, fuera de Primera División durante las siguientes dos décadas. Sin embargo, la situación pudo revertirse con llegada del técnico inglés Jimmy Hagan, quien venía de ganar tres ligas con el Benfica. Hagan sentó las bases para que el club ascendiera en 1974/75, manteniéndose en la élite con apuros hasta 1984. Otro nombre destacado fue el de Fernando Santos, jugador durante trece temporadas y desde 1987 su nuevo entrenador. Santos recondujo a los estorilistas hacia la élite nacional, en la que permanecieron desde 1991/92 hasta 1993/94.
Después de un nuevo descenso, el Estoril Praia atravesó una grave crisis deportiva que le llevó hasta la tercera categoría. Entre 2002 y 2004 encadenaron dos promociones consecutivas para volver a Primera en 2004/05, con un solo año de permanencia.
En 2010, el fondo de inversión brasileño Traffic Sports Marketing adquirió el Estoril Praia con varios objetivos en mente: subir a Primera División, desarrollar futbolistas brasileños en Europa, y obtener beneficios de cada traspaso. El plan se puso en marcha en 2011 con la llegada al banquillo de Marco Silva, bajo cuyo mando se obtuvo el campeonato de Segunda (2011/12), un sorprendente quinto lugar en Primera (2012/13) y un todavía mejor cuarto puesto en 2013/14. Además, la entidad disputó la fase de grupos de la Liga Europa de la UEFA 2013/14 y 2014/15.

## Estadio

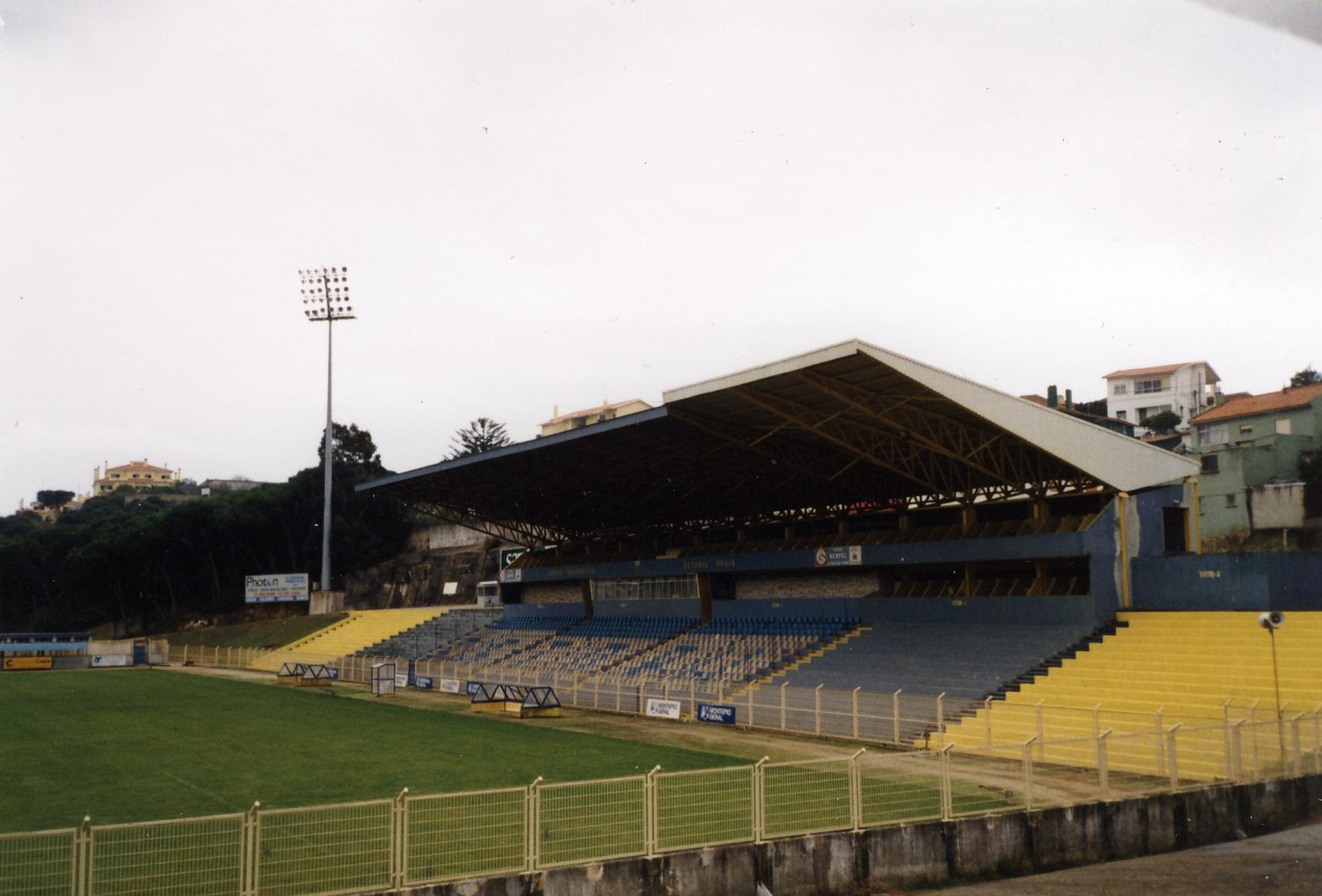
Tribuna del Estadio António Coimbra da Mota.

El Estoril Praia disputa sus partidos como local en el Estadio António Coimbra da Mota, con césped natural y capacidad para 8000 espectadores. El campo fue inaugurado el 1 de enero de 1939 y ha sido el único que este club ha utilizado desde su fundación, con sucesivas reformas para poder disputar allí competiciones europeas.
Además de partidos del Estoril, el António Coimbra ha acogido encuentros oficiales de la selección de rugby de Portugal, de las categorías inferiores de la selección de Portugal y los entrenamientos de la selección sueca durante la Eurocopa 2004.

## Palmarés

### Torneos nacionales
- Segunda División portuguesa (7): 1941-42, 1943-44, 1945-46, 1974-75, 2004-05, 2011-12, 2020-21
- Campeonato Nacional (1): 2002-03
- Liga Intercalar (1): 2009–10
- Campeonato de fútbol de Lisboa (1): 1968–69

## Participación en competiciones de la UEFA
| Temporada | Torneo             | Ronda            | Club             | Casa | Visita | Global   |
| --------- | ------------------ | ---------------- | ---------------- | ---- | ------ | -------- |
| 2013–14   | UEFA Europa League | Clasificatoria 3 | Hapoel Ramat Gan | 0–0  | 1–0    | 1–0      |
| 2013–14   | UEFA Europa League | Play-off         | Pasching         | 2–0  | 2–1    | 4–1      |
| 2013–14   | UEFA Europa League | Grupo H          | Sevilla          | 1–2  | 1–1    | 4º lugar |
| 2013–14   | UEFA Europa League | Grupo H          | Slovan Liberec   | 1–2  | 1–2    | 4º lugar |
| 2013–14   | UEFA Europa League | Grupo H          | Friburgo         | 0–0  | 1–1    | 4º lugar |
| 2014–15   | UEFA Europa League | Grupo E          | PSV Eindhoven    | 3–3  | 0–1    | 3º lugar |
| 2014–15   | UEFA Europa League | Grupo E          | Panathinaikos    | 1–0  | 1-1    | 3º lugar |
| 2014–15   | UEFA Europa League | Grupo E          | Dinamo Moscú     | 1–2  | 0–1    | 3º lugar |